# Hosea Kutako
El Jefe Hosea Komombumbi Kutako (1870 - 18 de julio de 1970), fue uno de los primeros líderes nacionalistas de Namibia y miembro fundador del primer partido nacionalista de Namibia, la Unión Nacional Africana del Suroeste (SWANU).

## Primeros años
Hosea Komombumbi Kutako nació en 1870 en Okahurimehi, cerca de Kalkfeld, en la Reserva de Aminuis en Namibia.

## Carrera y logros
En 1920, Hosea Kutako fue nombrado oficialmente como líder del pueblo Herero por Frederik Maharero. Mahahero había sido facultado para transferir el poder por su padre, el jefe de Herero Samuel Maharero, que había sido exiliado después de la  Guerra de Herero y desde entonces la Administración Obligatoria de Sudáfrica le prohibió entrar en el país. Hosea Kutako asumió su papel como un compromiso para preservar la memoria de los gloriosos tiempos de Herero antes y durante la colonización alemana, así como de las atrocidades en la batalla de Waterberg. La sede de su cacicazgo estaba situada en el asentamiento de Toasis en el área de Aminuis.
También en 1920, fundó las Banderas Verdes, una asociación para mantener la tradición, y continuó con la fundación de las Banderas Rojas en 1923, después de la muerte de Samuel Maharero. Kutako impulsó y organizó el traslado del cuerpo de Samuel Maharero y su funeral en Okahandja, junto a la tumba de Jonker Afrikaner. Kutako también fundó la asociación Truppenspieler. Su objetivo era alcanzar una importancia militar, pero a ello se opusieron tanto las autoridades sudafricanas como Sam Nujoma, cofundador de la Organización Popular del Suroeste de África SWAPO. Así que los Truppenspieler tuvieron que contentarse con un papel de acompañamiento en el Día del Herero.
Kutako se convirtió en jefe adjunto del Consejo de Líderes Tradicionales de Namibia, y también en jefe del pueblo Mbanderu de Botsuana en 1951. Junto con el sacerdote anglicano británico Rev. Michael Scott, presentó numerosas peticiones a las Naciones Unidas durante los decenios de 1950 y 1960 pidiendo al organismo mundial que pusiera fin al dominio sudafricano y concediera la independencia a Namibia. Esto condujo finalmente al reconocimiento por parte de las Naciones Unidas de Namibia como país soberano bajo la administración colonial de Sudáfrica y a la histórica opinión consultiva de 1971 de la Corte Internacional de Justicia, según la cual la administración continuada de Namibia por parte de Sudáfrica era ilegal desde el punto de vista del derecho internacional. Hosea Kutako es considerado un héroe nacional en Namibia.
Murió el 18 de julio de 1970 en la Reserva Aminuis, en la remota parte oriental de la región de Omaheke de Namibia.

## Reconocimiento
Hosea Kutako es uno de los nueve héroes nacionales de Namibia que fueron identificados en la inauguración del  Acre de los Héroes del país cerca de Windhoek. El presidente fundador, Sam Nujoma, señaló en su discurso de investidura del 26 de agosto de 2002 que:

El Jefe Hosea Komombumbi Kutako [...] participó en las guerras anticoloniales de 1904 como uno de los principales comandantes. También desempeñó un papel histórico y significativo en la petición a la Organización de las Naciones Unidas de que se incluyera al entonces África sudoccidental en el sistema de administración fiduciaria de las Naciones Unidas. [...] De este modo, desempeñó un papel importante en la lucha de Namibia por la libertad y la independencia. A su espíritu revolucionario y a su memoria visionaria ofrecemos humildemente nuestro honor y respeto.

Kutako es honrado en forma de una lápida de granito con su nombre grabado y su retrato pegado en la losa.
El aeropuerto internacional de Windhoek, el principal aeropuerto internacional del país, lleva su nombre: Aeropuerto Internacional de Windhoek Hosea Kutako.
En julio de 2010, la antigua casa de Kutako en la región de Omaheke fue nominada por el Consejo Regional de Omaheke para convertirse en un sitio de patrimonio nacional.